# ヤマハ・OX99-11
OX99-11（オーエックス99-11）は、ヤマハ発動機が1991年に発表したスポーツカーである。市販を目指して開発されていたが、バブル崩壊などの諸事情により実現しなかった。

## 概要
1989年よりF1へエンジン供給という形で参戦を行っていたヤマハは、レース活動にて得た技術を活かして初の4輪車を開発する。市販を前提としてはいたものの、そのコンセプトは「ロードゴーイングF1」という、スーパーカーの一種にカテゴライズされるものであった。
1992年5月、生産および販売を行う予定であったイギリス・ロンドンで発表会が行われ、「1994年デリバリー開始」とアナウンスされた。発売予定価格は100万ドル（当時の為替レートで1億3,000万円）といわれたが、バブル崩壊後ということもあって想定通りに注文が入らず、さらにヤマハの本業における業績悪化も追い討ちとなり、市販化されることなく1993年に計画は終了した。

## メカニズム
当時F1へ供給していた、3,498 cc V型12気筒DOHC60バルブエンジンの「OX99」を、公道向けにデチューンしてミッドシップに搭載した。
CFRPモノコックシャシー、インボード式ダブルウィッシュボーン式サスペンション、ボルト結合されたトランスアクスルなど、フォーミュラカーそのままといえる構成であり、そこへボディを架装していた。
ボディデザインは、レーシングカーコンストラクターでもあるムーンクラフトの由良拓也が担当し、空力を追求すべく有機的な曲面で構成された独特のデザインを持つ。そのデザインは、同じく由良が設計を手がけたグループCカーのマツダ・717Cとの類似性がみられる。この曲面構成を実現化するため、ボディ素材は手加工のアルミニウム合金およびFRPを使用している。
最大の特徴はタンデム配置の2人乗りというシートレイアウトで、運転席をセンターに配置してその後ろに助手席を配置するという、オートバイのようなレイアウトをとっていた。
最高速度は350 km/h、0-100 km/h加速は3.2秒というパフォーマンスであった。

## 保存車両
2018年11月3日、ヤマハ袋井テストコースで実施された「歴史車両デモ走行見学会2018」に動態保存車両が登場。デモ走行も行われた。